# Ripollès
Il Ripollès (nome ufficiale in lingua catalana; in spagnolo Ripollés) è una delle 41 comarche della Catalogna, con una popolazione di 26.400 abitanti; suo capoluogo è Ripoll, cui deve il nome.
Amministrativamente fa parte della provincia di Girona, che comprende 8 comarche.

## Municipi
| Municipio                  | superficie | popolazione (2007) | densità       |
| -------------------------- | ---------- | ------------------ | ------------- |
| Campdevànol                | 32,6 km²   | 3.519 ab.          | 103,6 ab./km² |
| Campelles                  |            | 111                |               |
| Camprodon                  |            | 2.516              |               |
| Gombrèn                    |            | 229                |               |
| Llanars                    |            | 569                |               |
| Les Llosses                |            | 238                |               |
| Molló                      |            | 340                |               |
| Ogassa                     |            | 274                |               |
| Pardines                   |            | 164                |               |
| Planoles                   |            | 272                |               |
| Queralbs                   |            | 197                |               |
| Ribes de Freser            |            | 2.001              |               |
| Ripoll                     |            | 10.867             |               |
| Sant Joan de les Abadesses |            | 3.586              |               |
| Sant Pau de Segúries       |            | 681                |               |
| Setcases                   |            | 176                |               |
| Toses                      |            | 158                |               |
| Vallfogona de Ripollès     |            | 219                |               |
| Vilallonga de Ter          |            | 459                |               |